# Lieu des opérations imposables
Le lieu des opérations imposables est défini, pour les pays de l'Union européenne, dans la 6e directive 77/388/CEE au Titre VI. L'article 8 précise les modalités de comptabilisation de la TVA en fonction du lieu de livraison d'un produit ou d'une prestation. Elle prévoit entre autres que « l'État membre à l'intérieur duquel est effectué l'installation ou le montage prend les mesures nécessaires pour éviter une double imposition dans cet État. »
La détermination exacte de ce lieu permet de définir dans quel État sera perçue la TVA sur le bien ou le service fourni. Certains produits suivent des parcours compliqués au sein de l'Union européenne, comme des pommes de terre produites en Allemagne qui sont envoyées en Italie pour lavage et conditionnement et reviennent ensuite en Allemagne pour y être d'une part vendues localement et d'autre part exportées vers des pays membres de l'Union et d'autres non membres. Dans ce cas, les directives européennes et le droit national permettent de déterminer quel État percevra la TVA et sur quel produit ou service cette taxe sera calculée: coût du produit agroalimentaire, transports, service de conditionnement, stockage et distribution.

## Pour les pays non membres de l'Union européenne
Certains pays non membres de l'Union européenne connaissent le régime fiscal de la TVA.

### La Suisse
En Suisse, le lieu des opérations imposables est défini dans la « Loi fédérale régissant la taxe sur la valeur ajoutée » à la Section 2. Les articles 13 à 16 définissent, le lieu de la livraison de biens, des services, des prestations à soi-même et les dérogations.